# Porphyrinia parvula
Porphyrinia parvula là một loài bướm đêm trong họ Noctuidae.